# Kwangmyŏngsŏng
Kwangmyŏngsŏng est une classe de satellites artificiels nord-coréens dont le nom signifie « étoile étincelante » (hangeul 광명성, hanja 光明星, romanisation révisée Gwangmyeongseong, romanisation McCune-Reischauer Kwangmyŏngsŏng). Le projet, premier en son genre pour la Corée du Nord, a débuté dans les années 1980, et le nom vient d'une poésie chinoise de Kim Il Sung.

## Premier lancement
La Corée du Nord a annoncé le lancement de son premier satellite artificiel expérimental Kwangmyŏngsŏng-1 (광명성 1호) le 1er septembre 1998, depuis la base de lancement de Musudan-ri (무수단리), dans la province du Nord Hamgyong, permettant, si cela s'était révélé vrai, à la Corée du Nord de devenir la neuvième puissance spatiale de l’histoire, rejoignant ainsi l’Union soviétique, les États-Unis, la France, le Japon, la Chine, le Royaume-Uni, l’Inde et Israël.
En août 1998, Kim Jong-il annonce officiellement avoir réussi à mettre en orbite le Kwangmyongsong, déclarant que ce satellite avait été lancé en hommage à Kim Il-sung.
Le satellite a été lancé à l'aide du lanceur Baekdosan-1 (백두산1호, en référence au mont Paektu), dérivé civil du missile Taepodong-1 (대포동-1호). Selon les médias nord-coréens, le satellite Kwangmyŏngsŏng-1 aurait achevé sa centième révolution le 13 septembre 1998, diffusant « le Chant du général Kim Il-sung » et « le Chant du général Kim Jong-il » ainsi que « Juche Corée » (주체사상) en signal morse sur la fréquence de 27 MHz. Les images diffusées le montrent similaire extérieurement au premier Dong Fang Hong I chinois, quoique attaché au troisième étage.

### Échec
Le Commandement de la défense aérospatiale de l'Amérique du Nord a mis en doute cette satellisation, indiquant avoir au contraire détecté une traînée de débris s'étalant sur plus de 4 000 kilomètres. Par ailleurs, aucun signal radio n'a pu être capté par les nombreux radio-amateurs à travers le monde. Les militaires américains estiment que le troisième étage à propergol solide aurait subi une rupture fatale immédiatement après avoir stabilisé le satellite par rotation et atteint la vitesse de satellisation, désorbitant de ce fait le satellite aussitôt.
En 2013, l'échec est avéré par l'ensemble du monde.